# Mark Kellogg
Mark Kellogg (31 de marzo de 1831 – 25 de junio de 1876) fue un periodista canadiense que murió en la batalla de Little Big Horn. Se le considera el primer periodista de Associated Press fallecido en medio de una batalla.
Kellogg cabalgó junto con el oficial de caballería George Armstrong Custer y otros soldados que formaron parte del 7.º Regimiento de Caballería en la batalla de Little Big Horn; decidió marcharse por su propia voluntad y así lo dejó expresado en una nota. Fue el único periodista que presenció la batalla contra las tribus indígenas de sioux y cheyennes. El 6 de julio de 1876, el periódico The Bismarck Tribune informó en una columna que Mark Kellogg había sido asesinado por las tribus, mientras que el diario New York Herald le erigió un monumento conmemorativo en el lugar de la batalla.
Algunos de sus objetos personales como el lápiz y la mochila se exhiben en el Newseum, en Washington D. C. como parte de la historia del periodismo.

## Vida
Marcus Henry Kellogg nació el 31 de marzo de 1831, en Brighton, Ontario, Canadá y fue el tercero de diez hijos. En 1835, la familia Kellogg se trasladó a Toronto y después a Watertown (Nueva York), aunque nuevamente regresaron a Canadá, a la ciudad de Bowmanville. Después de mudaron a Marengo y terminaron en Waukegan, Illinois, hasta que en 1851 finalmente se asentaron en La Crosse (Wisconsin), Estados Unidos. En esta ciudad aprendió a manejar el telégrafo y gracias a ese dominio fue contratado por la empresa Atlantic and Pacific Telegraph Company. También se desempeñó como operario en una tienda de alimentos.
Se casó con Martha J. Robinson en 1861 y tuvieron dos hijas. Durante los años de la guerra de Secesión (1861-1865), Kellogg se convirtió en editor asistente del diario La Crosse Democrat. También trabajó como secretario y jugó en uno de los equipos de béisbol de la ciudad de La Crosse.
En 1867, la esposa de Kellogg murió y sus hijas fueron criadas por sus abuelos Charles y Hannah Robinson. A pesar de vivir la mayor parte de su juventud en La Crosse (Wisconsin), Kellog se trasladó a Council Bluffs, estado de Iowa, desempeñándose como reportero y editor asistente, cargos que también ejerció en Brainerd (Minnesota). Mientras vivía en Brainerd se postuló para las elecciones a la Asamblea Legislativa de Minnesota pero fue derrotado. Después de esto trabajó como corresponsal para el diario St. Paul Pioneer Press y sus artículos periodísticos se publicaban bajo el seudónimo de «Frontier».
A comienzos de la década de los años 1870 viajó a la ciudad de Bismarck (Dakota del Norte) y se vinculó al periódico The Bismarck Tribune como editor asistente, cargo que ejercería por varios años. Allí conoció a Clement A. Lounsberry, periodista y fundador del periódico y excoronel del Ejército de los Estados Unidos. De esta manera, Lounsberry y Kellogg trabajaron conjuntamente para el Bismarck Tribune; con el pasar del tiempo y a pesar de su trabajo como asistente, Kellog sustituyó a Lounsberry como editor principal.

## Batalla de Little Big Horn
Cuando Clement A. Lounsberry se enteró de que varias columnas militares (incluyendo el 7.º Regimiento de Caballería comandado por el coronel George Armstrong Custer) estaban en el fuerte Abraham Lincoln, inmediatamente se fue a acompañar al coronel Custer para proporcionar cobertura sobre el acontecimiento. Sin embargo, Lounsberry se marchó porque su esposa estaba con problemas salud y le dijo a Kellogg que tomara su lugar. Lounsberry esperaba que su colega hiciera un cubrimiento especial.
Durante su recorrido por la desembocadura del río Rosebud, Kellogg envió tres despachos a Clement A. Lounsberry sobre la situación. En su último mensaje dijo que todos estaban preparados para afrontar la batalla y que estaría con el oficial George Armstrong Custer hasta la muerte si era necesario. Kellogg siempre fue consciente de la situación y aunque conocía los riesgos, nunca predijo su muerte o la derrota de Custer.
Cuatro días después del último envío, la batalla de Little Big Horn se libró. El resultado final dejó 268 muertos, entre ellos tres civiles: Boston Custer, Henry Armstrong Reed y Mark Kellogg. El único sobreviviente de la columna de Custer fue el caballo del capitán Myles Keogh, Comanche.

## Secuela

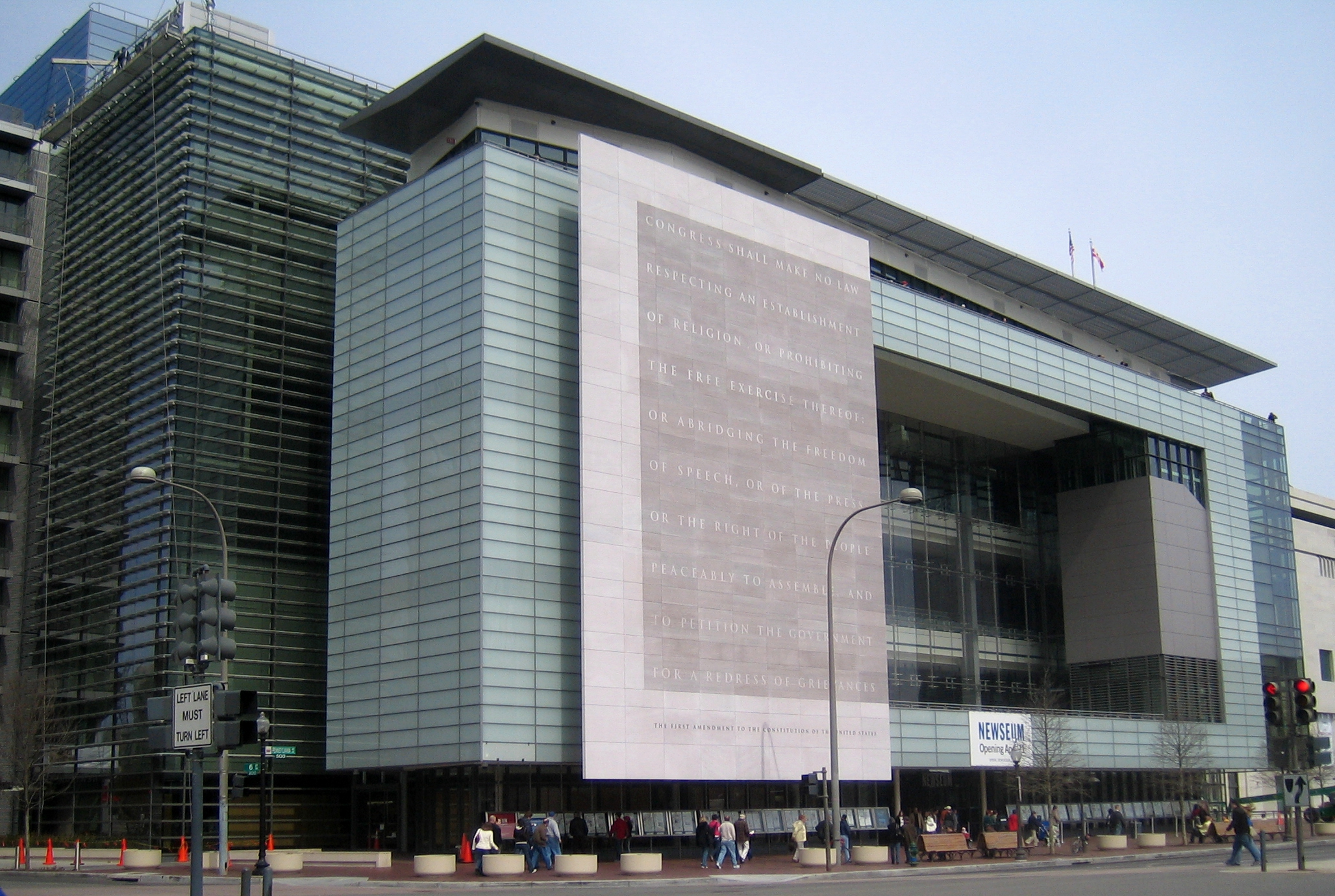
Newseum, lugar donde se exhiben algunos objetos personales del periodista Mark Kellogg.

El oficial del Ejército de los Estados Unidos, John Gibbon, llegó un día después al lugar de los hechos para ayudar a evacuar a los soldados que se encontraban con vida. Además, Gibbon encontró los cuerpos de los militares fallecidos, la mayoría de ellos en un barranco donde también estaba el cuerpo del periodista Kellog. Fue identificado por las botas que llevaba, estaba inflamado y le faltaba una oreja.
Cuando su colega Clement A. Lounsberry se enteró de la derrota de las fuerzas militares de Custer y la muerte de Kellogg, trabajó incansablemente para producir una edición especial para el periódico The Bismarck Tribune. El artículo se publicó el 6 de julio de 1876 y fue el primer relato completo sobre la batalla. Lounsberry también telegrafió la noticia, incluida la correspondencia de Kellog a un gran número de periódicos del este, entre ellos, el New York Herald. Dos cartas escritas por Kellogg fueron publicadas póstumamente por el New York Herald el 11 de julio de 1876.
Algunos diarios y notas de Kellogg sobrevivieron a la batalla y éstos, junto con sus informes de prensa, son una de las fuentes históricas de información que aún se conservan. Sus notas son propiedad de la Sociedad Histórica del Estado de Dakota del Norte. Algunas de sus pertenencias como la mochila, el lápiz y los anteojos se exhiben en el Newseum, un museo interactivo de noticias y periodismo de Washington D. C.. Para el museo, los objetos personales de Kellogg constituyen una parte importante en la historia del periodismo.

### Menciones
Kellogg es comúnmente citado como el primer periodista de Associated Press fallecido en medio de una batalla. Es uno de lo 35 reporteros que forman parte del «muro de honor» de la agencia estadounidense, como un homenaje a su carrera periodística. También aparece en una pintura del artista Allan Mardon, quien interesado por la batalla de Little Big Horn, dibujó al corresponsal junto con Isaías Dorman y los cheyennes.
El Oak Grove Cemetery posee una placa conmemorativa, que reseña brevemente su biografía y los hechos más significativos; fue desvelada el 25 de junio de 1976. Mientras que su tumba se encuentra en el Battlefield National Historic Site, en el estado de Montana.

## Lectura recomendada
- Barnard, Sandy. I Go With Custer: The Life & Death of Reporter Mark Kellogg. Bismark, ND: Bismarck Tribune Publishing Co., 1996. Includes a reprint of Kellogg's diary.
- Hixon, John C. Custer's 'Mysterious Mr. Kellogg' and the Diary of Mark Kellogg. State Historical Society of North Dakota, vol. 17, no.3 (1950).
- Knight, Oliver. Mark Kellogg Telegraphed for Custer’s Rescue. Bismarck Tribune, vol. 27, no. 2 (Spring 1960).
- Saum, Lewis O. "Colonel Custer's Copperhead: The Mysterious Mark Kellogg". Montana: The Magazine of Western History, vol. 28, no. 4 (Autumn 1978).
- Watson, Elmo Scott. "The 'Custer Campaign Diary' of Mark Kellogg" in The Westerners Brand Book 1945-46. Chicago: The Westerners, 1947.
- Kellogg, Mark. "Notes on the Little Big Horn Expedition Under General Custer, 1876" in Contributions to the Historical Society of Montana, vol. 9. Helena, Mont.: Rocky Mountain Pub. Co., 1923.